# In medias res
In medias res (latin, i händelsernas mitt) är ett berättargrepp som innebär att en historia börjar mitt i handlingen, vars helhet blir tydligare efter hand. Att en berättelse inleds under en pågående händelse innebär inte nödvändigtvis att den inletts in medias res, sett till berättelsens centrala eller övergripande handling. Man kan använda sig av så kallade presuppositioner. På svenska innebär detta till exempel att man förutsätter eller låtsas att läsaren vet genom bestämdhet; substantiv står i bestämd form och med attribut (bestämningsord).

## Exempel på berättelser som börjarin medias res
- Gösta Berlings saga
- Iliaden
- Figaros bröllop
- Hemsöborna
- En dag i Ivan Denisovitjs liv
- Pulp Fiction
- Stjärnornas krig (dock även förklarande text)
- De misstänkta
- Dödligt vapen 2
- Illusionisten

## Trivia
2014 spelades en kabaré på Dramaten med titel In medias res.